# The Folk Implosion
The Folk Implosion var ett amerikanskt indierock/lo-fi-band som bildades av Lou Barlow och John Davis under tidigt 1990-tal. 
The Folk Implosion (namnet är taget som en "motsats" till Blues Explosion) var från början ett sidoprojekt till Barlows andra band, Sebadoh. Efter att Davis lämnade bandet år 2000 tillkom Russ Pollard och Imaad Wasif från Alaska!. Exempel på singlar bandet har släppt är "Natural One" och "Free to Go". 
2002 medverkade medlemmarna i långfilmen Laurel Canyon.  
The Folk Implosion har varit inaktivt sedan 2004.

## Diskografi
Album
- 1994 – Take a Look Inside
- 1997 – Dare to Be Surprised
- 1999 – One Part Lullaby
- 2003 – The New Folk Implosion

Singlar/EP
- 1993 - Walk Through This World with the Folk Implosion (kassett) (Chocolate Monk Records UK)
- 1994 - Walk Through This World with the Folk Implosion (7" EP) (Drunken Fish Records US)
- 1995 - Electric Idiot (Ubik Records)
- 1995 - Natural One (London)
- 1996 - Palm of My Hand (Communion)
- 1996 - The Folk Implosion (EP) (Communion)
- 1997 - Pole Position (Communion)
- 1997 - Insinuation (Communion)
- 2000 - Free to Go (Domino)
- 2003 - Brand of Skin (Domino)
- 2003 - Pearl (Domino)